# Adams (Oregon)
Pour les articles homonymes, voir Adams.
Adams est une ville américaine, située dans le comté d'Umatilla en Oregon. Sa population est de 389 habitants en 2020.

## Géographie
Adams est située dans le comté d'Umatilla à environ 21 kilomètres au nord-est de Pendleton.
Selon le Bureau du recensement des États-Unis, la ville a une superficie totale de 0,93 km2, entièrement terrestre.

## Histoire
Adams est nommée en l'honneur d'un fermier local, John F. Adams, installé depuis 1865 sur le territoire. Un bureau de poste ouvre en 1883 et, avec la création d'un embranchement de la ligne de chemin de fer de l'Union Pacific, une gare permettant l'expédition du blé est ouverte au début des années 1890.
La ville est incorporée par l'Assemblée législative de l'Oregon le 10 février 1893.

## Patrimoine
Le Adams Odd Fellows Hall (en), construit en 1886, est inscrit au Registre national des lieux historiques depuis le 5 août 1994